# Centre-ville d'Ottawa
Le centre-ville d'Ottawa est un quartier du district Somerset (en) à Ottawa, en Ontario, au Canada. Cœur historique de la ville d'Ottawa, le centre-ville est habité par plus de 25 000 habitants, en plus d'être un centre administratif et des affaires. Il comprend notamment la colline du Parlement, un complexe institutionnel qui abrite entre autres l'édifice du Centre, le siège de la Cour suprême du Canada, Bibliothèque et Archives Canada et le siège de la Banque du Canada.

## Géographie

### Situation
Le centre-ville d'Ottawa, compris dans le district Somerset, est délimité nord par la rivière des Outaouais, au sud par l'autoroute Queensway, à l’est par le canal Rideau et à l’ouest par l’avenue Bronson.

### Topographie
Le quartier comprend la colline du Parlement, un promontoire surplombant les plaines LeBreton, la rivière des Outaouais et les écluses du canal Rideau, desquelles elle est séparée par une falaise. Cette colline culmine à 89 m NMM. La topographie est plus régulière au pied de la colline, en pente généralement douce vers le sud-est. L'élévation est comprise entre 72 et 80 m NMM.

### Hydrographie
L'élément hydrographique marquant du centre-ville d'Ottawa est la rivière des Outaouais, au nord, qui marque la frontière entre l'Ontario et le Québec, ainsi qu'entre les centres-villes d'Ottawa et de Gatineau.
À l'est, le canal Rideau départage le centre-ville du quartier Marché By. C'est ce canal qui draine les marais desquels émerge Bytown au début du XIXe siècle.

### Climat
| Mois                              | jan.  | fév.  | mars | avril | mai  | juin | jui. | août | sep. | oct. | nov. | déc. | année |
| --------------------------------- | ----- | ----- | ---- | ----- | ---- | ---- | ---- | ---- | ---- | ---- | ---- | ---- | ----- |
| Température minimale moyenne (°C) | −14,4 | −12,5 | −6,8 | 1,5   | 8    | 13,3 | 15,7 | 14,5 | 10,1 | 4    | −1,5 | −9,2 | 1,9   |
| Température moyenne (°C)          | −10,2 | −7,9  | −2,2 | 6,5   | 13,5 | 18,7 | 21,2 | 19,9 | 15,3 | 8,4  | 2    | −5,6 | 6,6   |
| Température maximale moyenne (°C) | −5,8  | −3,1  | 2,4  | 11,4  | 19   | 24,1 | 26,6 | 25,4 | 20,5 | 12,8 | 5,5  | −2   | 11,4  |
| Précipitations (mm)               | 62,9  | 49,7  | 57,5 | 71,1  | 86,6 | 92,7 | 84,4 | 83,8 | 92,7 | 85,9 | 82,7 | 69,5 | 919,5 |
| dont pluie (mm)                   | 23    | 17,9  | 28,8 | 63,2  | 86,6 | 92,7 | 84,4 | 83,8 | 92,7 | 83,1 | 67,5 | 31,9 | 755,5 |
| dont neige (cm)                   | 44,3  | 34,7  | 29,1 | 7,2   | 0    | 0    | 0    | 0    | 0    | 2,9  | 16   | 41,3 | 175,4 |

### Géographie humaine

#### Démographie
La population du centre-ville en 2016 est de 27 985 habitants, soit 3 % de la population totale de la ville d'Ottawa.
À 34,4 ans d'âge médian, la population du centre-ville est en général plus jeune que celle de la ville. Les enfants sont pratiquement absents : alors que la moyenne municipale est de 17 %, les 0 à 14 ans ne forment que 5 % de la population du centre-ville. En revanche, on recense une proportion d'adulte plus forte et une proportion d'aînés plus faible que dans le reste de la ville.
On compte une proportion de personnes déclarant une identité autochtone légèrement supérieure à la moyenne municipale.
L'anglais est la langue maternelle de 64,6 % de la population, tandis que le français est la langue maternelle pour 11,8 % de la population. Les allophones, formant 20,2 % de la population, parlent pour la plupart des langues sino-tibétaines, romanes ou balto-slaves.

#### Transports
Le quartier est desservi par des voies rapides et promenades, héritages du Plan Gréber (en),. Le Queensway, de même que la Promenade de la Reine-Elizabeth délimitent le quartier au sud et à l'est. La promenade Sir John A. Macdonald (en) offre un accès au centre-ville depuis l'ouest de la ville.
Le pont du Portage, au-dessus de l'Outaouais, relie directement les centres-villes de Gatineau et Ottawa. Les ponts Plaza (en), Mackenzie King (en), Laurier (en), Corktown et du Queensway franchissent le canal Rideau, permettant de relier le centre-ville avec le Marché By et Côte-de-Sable.
Des tramways dessert le centre-ville de 1891 à 1959. Ceux-ci sont remplacés par des bus, dont le réseau arrive à saturation à la fin des années 1970. Le Transitway, un système de bus à haut niveau de service, est implanté en 1983 afin d'améliorer la desserte. Celui-ci arrive également à saturation dans les années 2000, causant une congestion de bus. Le Transitway du centre-ville est remplacé par la ligne 1 de l'O-Train, un système de métro léger. Les stations Lyon et Parlement sont implantées au cœur du centre-ville,.
La station centrale d'Ottawa, une gare routière, est implantée à l'extérmité sud du quartier, près du Queensway

## Histoire

### Périodes de l'Archaïque et du Sylvicole
Il y a 12 000 à 13 000 ans, la vallée des Outaouais est recouverte par la mer de Champlain, issue de l'eau de fonte du dernier inlandsis.
Bien que les premières traces d'une occupation de la région remontent à plus loin, celles de la confluence des rivières Rideau, Gatineau et des Outaouais (Kitchissippi en algonquien) datent d'autour 4500 av. J.-C., tandis que ces rivières permettaient aux amérindiens la navigation du territoire. Alors que les liens d'échanges et de communication de la vallée des Outaouais est étendu, la confluence des rivières semble être un endroit de prédilection pour le commerce du cuivre brut et des outils. Cependant, en raison des grandes transformations que connaissent l'île de Hull et la colline du Parlement au XIXe siècle, les données manquent pour établir clairement pour établir l'importance de ce foyer d'échanges culturels.
Samuel de Champlain explore la rivière des Outaouais en 1613 sur les traces d'aventuriers français. Lui et d'autres explorateurs au cours du XVIIe siècle relèveront la présence d'amérindiens tantôt près de l'embouchure de la Gatineau, tantôt près de la chute des Chaudières.

### Naissance d'une ville industrielle
Bytown, la future Ottawa, est fondée en 1826 par un ingénieur, lieutenant-colonel John By. Ce dernier est chargé de la construction du canal Rideau, voie d'eau reliant Bytown à Kingston. Le canal est d'une part construit afin d'approvisionner en bois provenant des vallées de la Gatineau et de l'Outaouais les chantiers navals de la marine royale. D'autre part, il doit fournir une voie d'eau alternative au fleuve Saint-Laurent, plus sûre puisque plus éloignée de la frontière avec les États-Unis; à l'issue de la guerre anglo-américaine de 1812, le statu quo ante bellum ne garantit pas une navigation sûre sur le fleuve. La ville de Bytown est alors peuplée surtout d’éclusiers, de marchands et d'artificiers. La baisse des tensions entre les États-Unis et le Canada entraîne une transformation de la structure industrielle vers le bois d’œuvre, ainsi que les pâtes et papiers, dont l'implantation est favorisée par la disponibilité d’énergie hydraulique grâce aux nombreux accidents topographiques à proximité, voire dans la ville.
La ville est alors ségréguée de façon très marquée sur les plans linguistico-religieux : la Basse-ville, à l'est du canal, plus pauvre, accueille surtout des catholiques d'origine canadienne française et irlandaise tandis que la Haute-ville, sur la colline à l'ouest du canal, accueille de riches marchands protestants écossais et anglais.
Bytown devient Ottawa en 1855. Le centre de la ville est relié par télégraphe et chemin de fer à l'œkoumène laurentien.

### Une capitale pour le Canada
En 1859, après les émeutes de Montréal et Kingston, Ottawa apparaît comme un site de choix pour devenir la capitale du Canada-Uni. Un complexe parlementaire est construit sur un promontoire appelé à devenir la colline du Parlement.
Entre 1863 et 1887, la population double. Les rangs des Ottaviens sont grossis par un afflux de cols blancs à l'emploi du gouvernement du Canada. Les voies ferrées raccordant la capitale au reste du pays se multiplient. En 1887, un secteur résidentiel occupe le site de l'actuelle Cour suprême du Canada.
La plupart du centre-ville est développé entre 1875 et 1912. Les constructions sont faites de briques, reflet de la richesse des occupants de l'époque. La rue Bank est alors l'artère commerçante principale. Le tramway y fait d'ailleurs son apparition en 1891, encourageant le développement d'autres quartiers au sud du centre-ville.

### Chantier de la modernisation
Entre 1928 et 1931, des incendies successifs détruisent en outre la Maison Russell (en), des bâtiments du Triangle d'Or et une partie de l'hôtel de ville, laissant un trou béant au centre-ville. L'un d'entre eux est causé par une série d'explosions dans les égouts (en), causant des dommages matériels dans le secteur du Triangle d'Or. En 1937, un premier mandat est octroyé à l'architecte et urbaniste Jacques Gréber par le premier ministre Mackenzie King afin d'ériger sur les ruines des incendies le square Connaught, dédié à la mémoire des soldats de la Première Guerre mondiale.
L'année suivante, Gréber est mandaté afin de développer un plan d'ensemble pour l'embellissement et la modernisation de la capitale du Canada. L'architecte propose un concept régional intégré, connu informellement sous le nom de Plan Gréber (en), proposant les éléments suivants :
- Éradication des traces du passé ouvrier et industriel au centre-ville;
- Érection de la capitale et de la colline du Parlement en symbole pour tout le pays;
- Retrait des voies ferrées et du tramway du centre-ville, utilisation des emprises libérées pour le transport automobile;
- Élargissement et amélioration des rues et des routes, notamment par l'implantation d'un réseau de promenades, des voies panoramiques destinées à la circulation automobile d'agrément;
- Construction d'un théâtre de 2 500 places[15].

Le plan Gréber est rapidement mis en œuvre dès son dépôt en 1950 et vient jeter les bases du centre-ville actuel. Le réseau de tramway est démantelé en 1959, la vieille gare d'Ottawa est déménagée à l'extrémité sud de la ville, et les voies ferrées sont retirées afin de construire les accès routiers vers le centre-ville, de même que les promenades et le Queensway.

## Économie
Les bureaux du centre-ville sont surtout occupés par le gouvernement du Canada et les organismes non gouvernementaux connexes.

## Architecture et urbanisme
La trame de rues orthogonale est pratiquement inchangée depuis la fondation d'Ottawa.
Parmi les artères majeures du quartier dans l'axe nord-sud, on retrouve la rue Elgin, principale artère commerciale du secteur Triangle d'Or. Surnommée « mile des Sens » en hommage aux performances des Sénateurs d'Ottawa, la rue abrite boutiques, galeries, restaurants, cafés, bars et discothèques.
Le Mail de la rue Sparks est une rue commerçante piétonnisée depuis les années 1960,. La rue est une destination gourmande prisée, avec des restaurants, des bars et des terrasses. Malgré une transformation du marché du commerce et un repositionnement à l'échelle métropolitaine, quelques magasins de détail subsistent.

## Culture
En plus des institutions étatiques de la colline du Parlement, le centre-ville abrite des institutions culturelles majeures.
Le Centre national des Arts, situé près du canal Rideau et du Parlement, est la résidence de l'Orchestre du Centre national des arts, de l'Orchestre symphonique d'Ottawa et de l'Opéra Lyra. Le complexe multidisciplinaire comprend quatre salles dont les capacités varient entre 150 et 2065 sièges.
Le Musée canadien de la nature, situé à l'extrémité sud du quartier, abrite des collections initiées par la Commission géologique du Canada au milieu du XIXe siècle dans un édifice patrimonial.